# Jules Vallès
Jules Vallès (Lo Puèi de Velai, Alt-Loira, l'11 de juny de 1832 - París, 14 de febrer de 1885) és el pseudònim de Jules Louis Joseph Vallez, periodista, escriptor i polític francès de l'extrema esquerra.
Fundador del diari Le Cri du Peuple, és un dels elegits de la Comuna de París el 1871. Condemnat a mort, es va veure obligat a exiliar-se a Londres (des de 1871 fins a 1880).

## Biografia
Jules Vallès va escriure una trilogia de novel·les autobiogràfiques en gran manera al voltant d'un personatge que ell va anomenar Jacques Vingtras: el primer volum es diu L'Enfant, i l'autor evoca la seva joventut entre un pare professor i una mare filla de camperols, un període de la seva vida que presenta com a pobra (almenys en la part consagrada al Puy) i infeliç. Els volums següents són Le Bachelier i L'Insurgé. Es poden prendre aquests títols per presentar la biografia de Jules Vallès, àdhuc si el paral·lelisme no és complet entre la vida (contada) de Jacques Vingtras i la (real) de Jules Vallès.

## Infància i educació
Jules Vallès va ser el tercer fill de Jean-Louis Vallez i Julie Pascal; apareix com «Louis Jules Vallès» en el registre civil.
El seu pare, que va obtenir el títol de batyxillerat el 1826, va treballar com a mestre a l'Institut de sordmuts de Lo Puèi, i després, a partir de 1833, com a mestre d'estudis al Col·legi Reial de Lo Puèi, però va ser acomiadat uns anys i no va reprendre aquest treball fins al 1839. El 1840 va ser nomenat mestre de setè a l'escola reial de Saint Étienne.
El 1839, Jules entrà a octau al col·legi de Lo Puèi, el 1840, al Col·legi de Saint-Étienne, on va romandre des de setè fins a tercer. Louis Vallez prepara el títol de catedràtic de gramàtica i es pot presentar a l'examen el 1845. Va ser nomenat professor del Col·legi Reial de Nantes. Aprovarà el títol de catedràtic el 1847. Va ser nomenat professor del Col·legi Reial de Nantes. Jules Vallès entre doncs al Col·legi de Nantes, novament al tercer, i és a la classe de retòrica el curs 1847-1848.

### 1848: primera experiència revolucionària
Des de febrer de 1848, Jules Vallès participa activament en els esdeveniments revolucionaris (que fan del «collège royal», una «escola superior nacional»). El 26 de febrer, va participar en una manifestació republicana en el centre del municipi i ajuda el 27 a la plantació d'un arbre de la llibertat a la place Royale (rebatejada «plaça de la Igualtat»), juntament amb el seu amic Charles-Louis Chassin. A principis de març, es va fundar el Club républicain de la Jeunesse de Bretagne et Vendée (Club republicà de la Joventut de Bretanya i Vendée), que organitza una manifestació per l'abolició de l'esclavitud. El club, però, es dedica principalment a la reflexió i només es reuneix els dijous i diumenges. A finals de març, els dirigents del club es troben amb el comissari de la República, Maunoury, qui els explica que el millor que pot fer a un jove republicà, és estudiar molt. Vallès creu que és la resposta d'un titella.
Reclutant estudiants d'altres institucions de la ciutat, Jules Vallès va aconseguir convertir-se en president del club d'una manera més revolucionària que la de Chassin. Proposa un programa radical: l'eliminació del batxillerat, dels exàmens, «llibertat absoluta per a la infància», etc. El director de l'escola respon en aquest punt, informant als pares i demanantr-los que intervinguin en el seu fill. El diari de Nantes de la dreta L'Alliance informà sobre el cas. El club perd aleshores l'accés que tenia a un local prestat per les autoritats locals i perilla. No obstant això, alguns dels seus membres, incloent-hi Jules Vallès, es manifesten el juny, quan hi ha la insurrecció dels obrers de París; planegen anar a París per ajudar els insurgents, però l'alcalde organitza la sortida de la Guàrdia Nacional per lluitar contra ells. El 27 de juny a l'hora de sortida dels voluntaris (a Port Maillard), Vallès i els seus amics venen a mostrar la seva oposició, que s'anuncia a l'Alliance l'endemà. Tot això no és un obstacle perquè Jules Vellès obtengui el premi d'excel·lència el 1848, quan només havia estat el segon el 1847. El setembre del 1848, va deixar Nantes per anar a París.
Viu a l'internat Lemeignan (Faubourg Saint-Honoré) i estudia al liceu Bonaparte (actualment Lycée Condorcet), per intensificar els seus estudis de retòrica i preparar-se per l'examen general.

### El batxillerat
- 1849-1850: Jules Vallès està de tornada al liceu de Nantes per anar a la classe de filosofia. Fracassa al batxillerat a Rennes.

- Octubre de 1850: Torna a París per preparar l'Escola Normal.

- 1851: Jules Vallès i Charles-Louis Chassin van fundar un Comitè de la Joventut per lluitar contra Lluis Napoleó Bonaparte, de qui sospiten de les seves intencions i després del cop d'estat del 2 de desembre, tracten de mobilitzar als estudiants de París.

- 31 de desembre de 1851: Jules Vallès és cridat a Nantes per son pare i internat a l'asil de Nantes per «alienació mental».

- Finals de febrer de 1852: Dos certificats mèdics del mateix metge acrediten que Jules Vallès està curat. Els amics de Nantes de Jules Vallès havien amenaçat de protestar per escàndol.

- Maig de 1852: Jules Vallès rep el seu títol de batxillerat.

- 1853: Jules Vallès s'inscriu en dret a París. Complot de l'Opéra Còmique: Jules Vallès i Arthur Ranc són empresonats a Mazas (Presó de París).

- 1855: Jules Vallès és el secretari de Gustave Planche.

- 1857: Mort del pare. El primer llibre sense signatura, L'Argent comanda del financer Jules Mirés.

- 1860: Jules Vallès és empleat a la Batllia de Vaugirard a l'oficina de naixements. Contacta amb Hector Malot.

- 1862-1863: Jules Vallès "peó" al col·legi de Caen, segueix els cursos de la Facultat, fracassa a la diplomatura de Lletres.

- 1863-1864: Tornada a la Batllia de Vaugirard. Gran article a Le Figaro: Les Réfractaires.

- 1864-1865: Periodista al diari Le Progrès de Lió. Envia articles a París.

- 1865: Saló del Gran Orient, carrer Cadet, conferència sobre Honoré de Balzac. Jules Vallès és despatxat de la Batllia de Vaugirard. Periodista a L'Époque. Primer llibre signat Vallès, Les Refractaires.

- 1866: Viatge a Lió i Saint-Étienne, on visita la seva mare. Segon llibre signat, La Rue.

- 1867: Jules Vallès va fundar el seu primer periòdic, La Rue. Viatge al Perigord.

### L'Insurgent
- 1868: La Rue deixa de publicar-se. Condemnat a dos mesos de presó per articles sobre la policia, Jules Vallès és empresonat a Sainte-Pélagie. Allà va fundar el Journal de Sainte-Pélagie.

- 1869: Jules Vallès va fundar el diari Le Peuple (alguns números), després el diari Le Réfractaire (3 números). Al maig, va ser candidat al Parlament contra un "republicà", Jules Simon i un "imperial" Jean-Marc Lachaud. Son programa: «Sempre vaig ser el defensor dels pobres, he esdevingut el candidat del treball, jo seré el diputat de la misèria! La misèria! Mentre hi hagi un soldat, un botxí, un sacerdot, un funcionari de duanes, una rata a la cova, un policia que es creu sota jurament, un funcionari irresponsable, un magistrat inamovible, mentre que tot això s'hagi de pagar, poble, tu seràs miserable!» (« J'ai toujours été l'avocat des pauvres, je deviens le candidat du travail, je serai le député de la misère ! La misère ! Tant qu'il y aura un soldat, un bourreau, un prêtre, un gabelou, un rat-de-cave, un sergent de ville cru sur serment, un fonctionnaire irresponsable, un magistrat inamovible; tant qu'il y aura tout cela à payer, peuple, tu seras misérable ! ») Jules Vallès, acusat de dividir el partit republicà amb la seva candidatura, va ser derrotat. A l'octubre, viatge al camp de batalla de Waterloo per al diccionari Larousse, el seu article no serà publicat.

- 1870: Jules Vallès rellança el seu diari La Rue. Escriu a La Marseillaise. En declarar-se la guerra contra Prússia, Jules Vallès va ser detingut per pacifista. Al setembre, la guerra està perduda, i la presa de Sedan significa la caiguda de l'Imperi. Es proclama la República el 4 de setembre. Vallès s'oposa al "Govern de Defensa Nacional". Preparació per a la diada Revolucionària del dia 31 d'octubre.

### 1871, laComuna de París
- 6 de gener: Vallès és un dels quatre editors del Cartell Vermell proclamant al poble de París la denúncia de "la traïció del Govern del 4 de setembre" i demanant "la requisa general, la ració gratuïta, atacar en massa". Aquesta proclamació acabava amb "Obriu pas al poble! Visca la Comuna!".

Febrer: Jules Vallès va fundar el Cri du Peuple. "La Social arriba, ho sentiu! Arriba a passos de gegant, no significa la mort, sinó la salvació." 
- 18 març - 28 maig: Comuna de París.

- 26 de març: elecció de Jules Vallès a la Comuna per 4403 vots d'un total de 6467 electors del districte XV. Durant la Comuna, Vallès intervé en contra de l'arbitrarietat i la llibertat de premsa. Le Cri du Peuple (83 números, de 22 de febrer a 23 de maig del 1871) va ser, amb Le Pére Duchêne, el diari més venut d'aquest període. Vallès ocupa un escó de seguida a la junta d'educació, i després a la de relacions exteriors. Pertany a la minoria que es va oposar a la dictadura d'un Comitè de Salut Pública. La Setmana Sagnant 20.000 persones seran afusellades per l'exèrcit de Versalles. Dos falsos Vallès seran executats per error.

### Exili

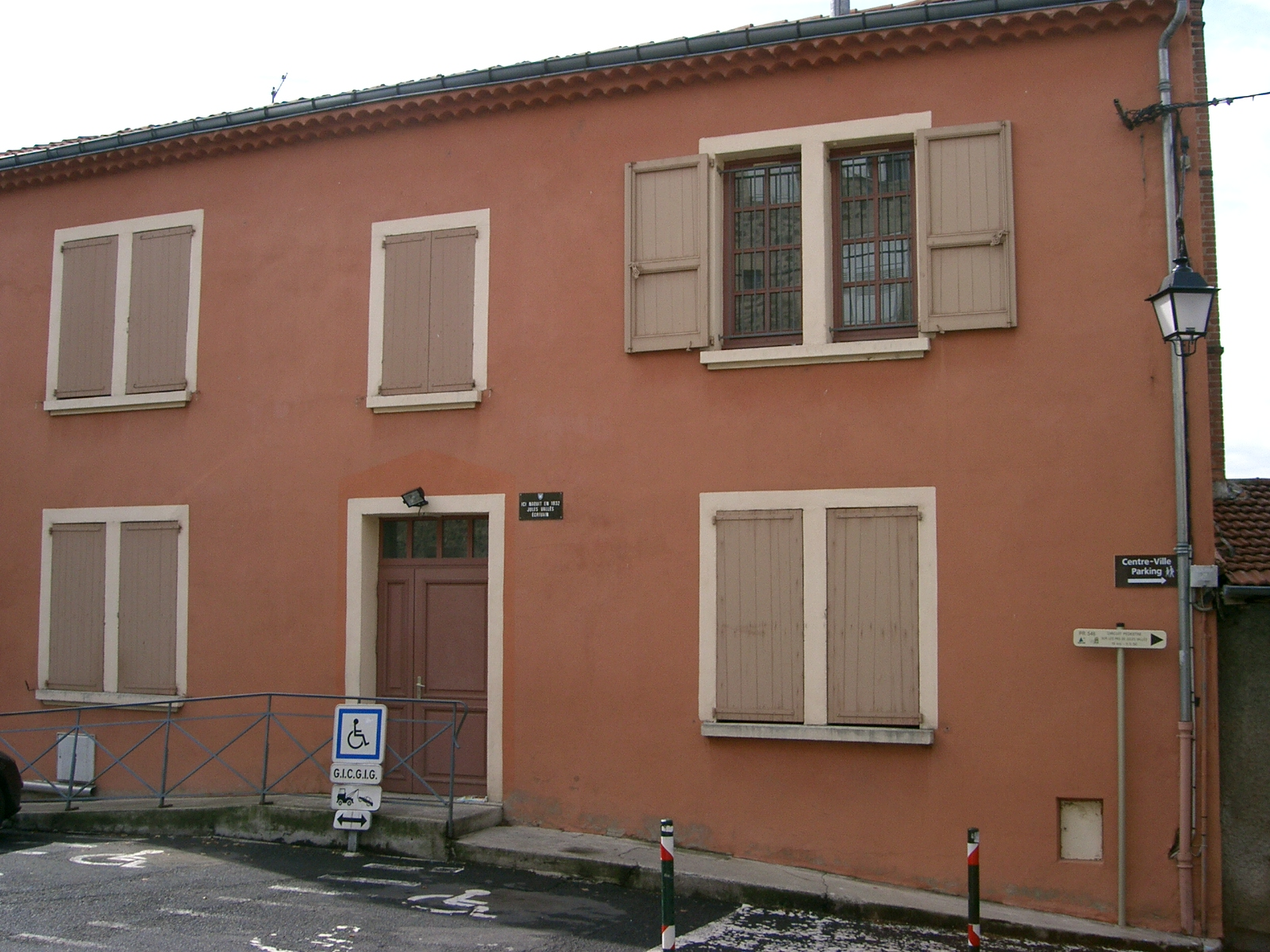
casa on va néixer Jules Vallès a Lo Puèi de Velai

Vallès, amenaçat de mort, fuig de París a Bèlgica i Anglaterra.
- 1872: Mort de la mare del Vallès. Condemnat a mort en rebel·lia el 14 de juliol de 1872 pel sisè Consell de guerra.

- Final 1872: Viu a Lausana, on escriu amb Bellenger, un gran drama en 12 escenes: La Commune de Paris.

- 1873-1880: llarg exili a Londres.

- 1875: Mort a Londres de Jeanne-Marie, la filla de Vallès, només de 10 mesos. Valls va escriure la primera part de la novel·la Vingtras, que no apareixarà, per fulletons fins a 1878 a Le Siécle, signat amb el pseudònim La Chaussade.

- 1875-1880: Envia nombrosos articles des de Londres per ser publicats a París sota pseudònims. Articles: La Rue à Londres.

- 1879: Reunió a Brussel·les amb Séverine. Reaparició del seu diari La Rue, dirigit des de Londres (5 números), primera edició de L'Enfant.

- 14 juliol 1880: Amb l'amnistia, Vallès va tornar a París. Séverine esdevé la seva deixebla i col·laboradora. Publicació de la novel·la Les Blouses.

- 1881: L'editor Georges Charpentier publica L'Enfant i Le Bachelier, signades per Jules Vallès.

- 1882-1883: Grans articles al Tableau de París.

- 1883-1885: Jules Vallès rellança i dirigeix Le Cri du Peuple.

- 1885: Jules Vallès, esgotat per la seva malaltia, va morir el 14 de febrer, murmurant: "He patit molt". Està enterrat al cementiri de Père-Lachaise, acompanyat per desenes de milers de parisencs i els supervivents de la Comuna.

## Llista d'obres

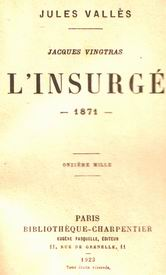
L'insurgé

- Les Enfants du Peuple, pròleg de Julien Lemer.-Paris: La Lanterne, 1879.- XXXIX-244 p.; 19,5 cm.
- Les Blouses, 1881
- Souvenirs d'un étudiant pauvre, 1993
- Un Gentilhomme, novel·la de fulletó, 1869
- Les Enfants du Peuple, 1987

- Trilogia autobiogràfica de Jacques Vingtras:
  - L'Enfant, 1879
  - Le Bachelier, 1881
  - L'Insurgé, 1886 (Vegeu la traducció al català: d'Andreu Nin, Barcelona 1935, 293 pp.)

- Le Testament d'un blagueur, 2001
- Le Tableau de Paris, anotacions i bibliografia de Maxime Jourdan, Berg International, 2007.
- Dictionnaire d'argot et des principales locutions populaires, 2007